# Ороси
Ороси, наричана още Рио Гранде де Ороси (Rio Grande de Orosí), е река в Коста Рика. Намира се в близост до Кордилера де Таламанка. Началото на реката започва в дъждовните райони на Коста Рика. Преминава през Националния парк Тапанти и се влива в езерото Качи.